# Bambini cardiopatici nel mondo
Bambini cardiopatici nel mondo è un'ONLUS italiana, fondata nel 1993 per volontà di un gruppo di medici e volontari guidati dal prof. Alessandro Frigiola e dalla prof.ssa Silvia Cirri. Indipendente e laica, l'associazione opera in molti Paesi, specialmente in quelli dove non c'è un'adeguata struttura sanitaria, per visitare, curare e operare i bambini malati di cuore.
L'associazione si avvale della collaborazione volontaria di oltre 150 figure professionali, tra chirurghi, medici, infermieri e tecnici, operanti in importanti centri di cardiochirurgia italiani e stranieri come la Mayo Clinic o la Great Ormond Street Children di Londra.
Gli interventi vengono condivisi con i governi e con le organizzazioni scientifiche e universitarie. Solo in un secondo momento, dopo aver verificato l'effettivo grado di urgenza e il tipo di emergenza umanitaria, nonché le caratteristiche del sistema sanitario locale, l'intervento viene effettuato.
Durante queste missioni, un'équipe specializzata e attrezzata visita i bambini malati al cuore e identifica quelli che necessitano di un intervento urgente, che vengono quindi operati.
L'associazione costruisce centri di cardiochirurgia pediatrica nelle aree più depresse del pianeta, formando i medici per sviluppare il sistema sanitario locale e abbattere il tasso di mortalità infantile.
Nel 2007 il ministero degli Affari Esteri - Direzione generale per i paesi del Mediterraneo e Medio Oriente affida all' l.R.C.S.S. Policlinico San Donato in collaborazione con l'associazione Bambini cardiopatici nel mondo il coordinamento a livello nazionale per il trattamento delle cardiopatie congenite in Kurdistan.
Il 18 marzo 2012 l'associazione ha inaugurato il primo centro di cardiochirurgia pediatrica presso l'ospedale Azadi Heart Center di Duhok, in Kurdistan.
Nel 2009 ha inaugurato il centro cardiologico per bambini in Africa, a Shisong nel Camerun, primo dei 12 programmati, e primo centro attivo nell'Africa centro-occidentale
Nel corso degli anni, diversi artisti e personaggi famosi hanno fornito il loro contributo o fatto da testimonial per l'associazione, aiutandola nella raccolta dei fondi necessari per la realizzazione delle sue iniziative. In particolare, l'associazione partecipa ormai regolarmente alla Milano City Marathon, la maratona podistica che si svolge dal 2000 nel capoluogo lombardo, giunta nel 2013 alla tredicesima edizione.
Nel 2012 l'associazione è impegnata nella costruzione di Dipartimento di cardiochirurgia e cardiologia pediatrica presso l'ospedale Fann di Dakar.
Il 5 giugno 2012 la serata Un poeta per amico condotta da Enzo Decaro dedicata a Massimo Troisi, svoltasi all'Auditorium di Napoli e trasmessa su Rai 1 ha dato il proprio sostegno in favore dell'ultimo progetto dell'associazione attivando una raccolta fondi tramite SMS solidale.